# Grobla na Zalewie Szczecińskim
Grobla na Zalewie Szczecińskim – niezrealizowany polski projekt z lat 70. XX wieku dotyczący budowy południkowej grobli na Zalewie Szczecińskim, na linii Nowe Warpno - wlot Kanału Piastowskiego. 
Celem budowy grobli byłoby skrócenie drogi lądowej ze Szczecina do Świnoujścia ze 110 do 55 kilometrów, a linii kolejowej nr 401 ze 119 do 59 kilometrów. Obiekt miał być zbudowany z urobku pozyskanego z pogłębiania toru wodnego. Do realizacji projektu nigdy nie doszło.